# Leptoderma affinis
Leptoderma affinis är en fiskart som beskrevs av Alcock, 1899. Leptoderma affinis ingår i släktet Leptoderma och familjen Alepocephalidae. Inga underarter finns listade i Catalogue of Life.